# Биодизел
Биодизелът е вид биогориво, тоест гориво на органична основа, наречено алкил. Биодизел може да се произвежда от биологични ресурси различни от нефт, най-вече от растителни масла (в зависимост местонахождението на производството, това което е традиционна култура за континента за Южна и Северна Америка от соя, за Европа от рапица и слънчоглед, за Азия от кокос) или животински мазнини и се използва в автомобилни и други двигатели. Това е най-перспективното и екологично чисто гориво. Рудолф Дизел изобретява своя двигател на базата на рапично масло.
Биодизел се произвежда също и от използвани мазнини.
Биодизелът подобрява работата на двигателя, увеличава мощността му, не съдържа сяра, намалява разхода на гориво и не на последно място – биодизелът е по-евтин от конвенционалния дизел, тъй като не се облага с акциз. Изгарянето на този вид гориво в цилиндъра на двигателя не е съпроводено с образуването на нагар и отделянето на т.нар. сажди.
Най-големите предимства на това гориво са: добиване от възобновяеми енергийни източници; на практика не замърсява околната среда. Според европейска директива 5,75% от използваните горива през 2010 г. трябва да бъдат от растителен произход.

## Употреба
Биодизелът може да се използва като чист биодизел (означение В100) или може да се смесва с петродизел в различни съотношения за повечето модерни дизелови мотори. Най-популярната смеска е 30/70. Като 30% е биодизелът, а 70% е петродизел.
Някои от причините за това са:
- Чистият биодизел започва да замръзва при -10 °C, ако е правен от растителни масла, но и при +16 °C, ако е направен от животински мазнини.
- Биодизелът разгражда уплътненията направени от гума. Така се разлагат О-пръстените и уплътненията на горивните помпи и те протичат от биодизела.
- Биодизелът се смесва добре с вода, което води до корозия, повече дим, понижена мощност.

Биодизелът разгражда гумените уплътнения и маркучи в превозните средства (предимно произвеждани преди 1992 г.), въпреки че има тенденция те да са се износили вече и/или да са заменени с уплътнения от Viton, които не взаимодействат с биодизела.
Биодизелът има по-висок смазочен индекс в сравнение с петродизела и това би могло да доведе до по-дълъг живот на инжекционната уредба. Той е по-добър разтворител от петродизела и има свойството да разтваря предишни отлагания в горивната система от употребата на петродизел. Горивният филтър може да задръсти от разтворените отлагания, ако се премине директно от петродизел на чист биодизел, което налага по-честата му смяна. Препоръчително е няколко пъти да се смени горивният филтър на всеки 1000 – 1500 км след преминаването на биодизел.

## Приложение
| Автомобилен клас (категория)                                                                 | Модели, които могат да работят с биодизел |
| -------------------------------------------------------------------------------------------- | --- |
| 107                                                                                          | До 30% от цялото налично гориво, може да бъде биодизел. Валидно за всички дизелови модификации. |
| 206                                                                                          | До 30% от цялото налично гориво, може да бъде биодизел. До 50% при 2.0HDi. |
| 206+                                                                                         | До 30% от цялото налично гориво, може да бъде биодизел. Валидно за всички дизелови модификации. |
| 207                                                                                          | До 30% от цялото налично гориво, може да бъде биодизел. Валидно за всички дизелови двигатели. |
| 306                                                                                          | 100% при дизелите, които не са HDi. До 50% при 2.0HDi. |
| 307                                                                                          | До 100% при 2.0HDi DW10 HDi diesel l4 90к.с. До 30% от цялото налично гориво, може да бъде биодизел.<->Валидно за всички останали HDi двигатели. |
| 308                                                                                          | До 30% от цялото налично гориво, може да бъде биодизел. Валидно за всички дизелови двигатели. |
| 406                                                                                          | 100% при 1.9D. До 50% от цялото налично гориво, може да бъде биодизел. Валидно за всички HDi двигатели. |
| 407                                                                                          | До 30% от цялото налично гориво, може да бъде биодизел. Валидно за всички дизелови двигатели. |
| 607                                                                                          | До 30% от цялото налично гориво, може да бъде биодизел. Валидно за всички дизелови двигатели. |
| 807                                                                                          | До 30% от цялото налично гориво, може да бъде биодизел. Валидно за всички дизелови двигатели. |
| Partner I (1996 – 2003)                                                                      | 100% при 1.9D. До 50% от цялото налично гориво, може да бъде биодизел.<-> Валидно за всички HDi двигатели. |
| Partner II (2003 – 2008)                                                                     | 100% при 1.9D. До 30% от цялото налично гориво, може да бъде биодизел.<-> Валидно за всички HDi двигатели. |
| Partner III (2008-днес)                                                                      | До 50% от цялото налично гориво, може да бъде биодизел. Валидно за всички дизелови двигатели. |
| Expert I (1994 – 2004)                                                                       | 100% при 1.9D. До 30% от цялото налично гориво, може да бъде биодизел.<->Валидно за всички HDi двигатели. |
| Expert I facelift.                                                                           | 100% при 1.9D. До 30% от цялото налично гориво, може да бъде биодизел.<->Валидно за всички HDi двигатели. |
| Expert II (2008-днес)                                                                        | До 30% от цялото налично гориво, може да бъде биодизел. Валидно за всички HDi двигатели. |
| Boxer I (1996 – 1999)                                                                        | 100% ползване на биодизел разрешено. Валидно за всички дизелови модификации. |
| Boxer II (1999 – 2003)                                                                       | 100% при 2.5D 2.5TDI 2.8D 2.8TD. До 30% от цялото налично гориво, може да бъде биодизел.<-> Валидно за всички HDi двигатели. |
| Boxer II facelift. (2003 – 2006)                                                             | До 30% от цялото налично гориво, може да бъде биодизел. Валидно за всички дизелови двигатели. |
| Boxer III (2006-днес)                                                                        | До 30% от цялото налично гориво, може да бъде биодизел. Валидно за всички дизелови двигатели. |
| 4007                                                                                         | До 50% от цялото налично гориво, може да бъде биодизел. Валидно за всички дизелови двигатели. |
| 3008                                                                                         | До 50% от цялото налично гориво, може да бъде биодизел. Валидно за всички дизелови двигатели. |
| 5008                                                                                         | До 50% от цялото налично гориво, може да бъде биодизел. Валидно за всички дизелови двигатели. |
| 106, 205,305, 309,405, 505 и всички дизелови и турбо дизелови модификации преди споменатите. | Могат да работят с до 100%, но се налага смяна на горивопроводите със силиконови такива. Това се налага поради факта че химичната част от биодизела (при преработката на олиото в биодизел се ползва химичен процес) разяжда гумата. Без смяна на горивопроводите – до 50% биодизел. Смянатата на горивопроводите важи за всички дизелови автомобили произведени преди 1995 – 2000 година. |

Чистият биодизел (В100) може да бъде наливан директно в резервовара за гориво. Както и петродизелът, биодизелът през зимата се продава с добавки, предпазващи горивото от замръзване. Все още някои стари дизелови двигатели имат гумени уплътнения и маркучи, които могат да бъдат засегнати от биодизела, но практически те трябва отдавна да са подменени. Биодизелът се използва от милиони коли в Европа и особено в Германия.
Изследвания, спонсорирани от производители на петрол, са показали, че петродизелът е по-добър от биодизела за автомобилните двигатели. Това е тема на горещ спор с независимите институции, включително подразделението на Пежо за опазване на околната среда, които са забелязали, че биодизелът намалява износването на двигателите.
Биодизелът, продаван в търговската мрежа, трябва да отговаря на високи стандарти. Европейският стандарт е EN 14214. Много конвенционални дизелови двигатели са сертифицирани да работят с биодизел (вижте таблицата).

## Суровини
Основният материал за производство на биодизел са растителните масла. Едно от най-важните растения в Европа, от което се добива масло, е рапицата. Освен това по принцип и други растения, от които се добива масло, такива като слънчоглед и соя, както и животински мазнини, могат да се използват за производството на биодизел. След прибирането на реколтата, рапичното семе се пресова в рафинерии и се получава рапично масло. От един хектар може да се произведе около 1500 литра растително масло. Полученият рапичен шрот се използва като протеин в хранително-вкусовата промишленост. Пресованото растително масло се превръща чрез проста химическа реакция в биодизел, химически метилов естер от растително масло (PME). С помощта на катализатор (напр. основен разтвор на калиевия карбонат) и при добавяне на приблизително 20% метанол, се извършва фрагментация на растителното масло. Освен биодизел, като съпътстващ продукт се получава и глицерин. Излишният метанол се отделя чрез дестилация и се пуска отново в цикъла. Глицеринът е важна суровина за фармацевтичната промишленост и за производството на козметични продукти.

## Технология
Етапи на процеса на производство на биодизел:
- Естерификация
- Разделяне на биодизел/глицерин
- Биодизел – промиване
- Биодизел – изсушаване
- Преработка на глицерина
- Възстановяване на метанола

Два са принципните подходи за производство на биодизел.

### А. Химико-физически
При единия се използват няколко поредни химически преработки на изходната суровина, която може да бъде свежо или отработено растително масло, както и други мазнини, но само от органичен произход. По този начин се произвеждат етилови или метилови естери на мастните киселини. Тази технология, която може да се нарече химико-физическа (A), изисква специална инсталация. В нея протичат процеси с участието на отровни химически реагенти, като метанол, силни основи и киселини. Процесът се нарича химико-физически, за да се подчертае че в технологията е водещо химическото преобразуване на началната суровина. Химическият процес задължително е свързан с производството на глицерин и на други странични продукти. Качеството на получавания глицерин е ниско и той-представлява проблем, тъй като следва да се неутрализира, тъй като е замърсител. Друг начин за преодоляване на проблема с глицерина, който е около 1/5 от количеството на биодизела, е той да се преработва до фармацевтично качество, но допълнителната инсталация за пречистване на техническия глицерин струва по-скъпо от основната за производството на маслените естери. За да се избегнат описаните проблеми може да се използва биогориво на маслена основа чрез долуописаната технология Б.

### Б. Физико-химически
При втория подход се използват физико-химически и физически преработки на изходната суровина. Тя може да бъде свежо или отработено растително масло, други органични мазнини, както и свежи или отработени минерални масла. По този начин се произвеждат биогорива чрез физико-химически процес (Б). Той не изисква специална стационарна инсталация. Тя може да бъде мобилна и разположена на авторемарке или в контейнер. В нея не протичат процеси с участието на отровни химически реагенти. Процесът се нарича физико-химически, за да се подчертае че в технологията е водещо физическото преобразуване на началната суровина. По тази технология се произвежда само биогориво и няма никакви странични и съпътстващи продукти, които да замърсяват околната среда.

### Критерии
Изборът на технология А или Б се прави по различни критерии, някои от които са:
- Необходимото количество масло за ежедневна преработка
- Необходимите качества на биогоривата
- Използваните блендове
- Изискванията към биогоривото, в зависимост от приложението му – за различни видиве дизелови двигатели, за котли и други.
- Размерът на необходимите инвестиции – за процес Б те са десетки пъти по-малки отколкото капиталовите разходи за инсталацията за А.
- Машините и съоръженията за инсталацията Б могат безпроблемно да се ползват впоследствие в технологичната схема на процес А. В този смисъл може Б да се разглежда като модул в инсталацията по процес А.

Разбира се крайното решение за избор на технология А или Б зависи от конкретните нужди на възложителя. Във всички случаи обаче е препоръчително да се започне с по-малко рисковата и много по-евтина, безопасна и безотпадъчна технология Б.
Във Финландия Neste Oil е разработил биодизел под марката NExBTL (Neste Biomass to Liquid), който може да бъде произвеждан от всякакъв вид органични суровини – растителни и животински, като крайният продукт е по-чист и ефективен от обикновения дизел.
Neste Oil започва производство в началото на юли 2007 с капацитет от 170 хил. тона на година в новопостроената производствена линия във вече съществуващата нефтена рафинерия в град Porvoo.
В края на 2008 ще бъде готова още една производствена линия със същия капацитет.
. Компанията има сключен договор със Stora Enso за производството на демонстративен завод за производство на дизел от отпадъци на дървесина.
В Израел са проведени няколко пилотни проекта за производството на биодизел от водорасли. Фирмите, произвеждали суровини за фармацевтичната промишленост в промишлени количества използвайки водорасли, проучват възможността за рентабилното производство на биодизел.